# Janischewskya
Janischewskya is een geslacht van uitgestorven kreeftachtigen uit de klasse van de Ostracoda (mosselkreeftjes).

## Soorten
- Janischewskya bicornuta Posner, 1951 †
- Janischewskya digitata Catalina, 1926 †
- Janischewskya levigata Posner, 1951 †
- Janischewskya longiuscula Zanina, 1956 †
- Janischewskya pleschakovi Posner, 1951 †
- Janischewskya steschovoensis Posner, 1951 †
- Janischewskya subbicornuta Buschmina, 1959 †
- Janischewskya syblevigata Kotchetkova, 1992 †
- Janischewskya upaensis Samoilova & Smirnova, 1960 †